# Huta (gromada w powiecie augustowskim)
Huta – dawna gromada, czyli najmniejsza jednostka podziału terytorialnego Polskiej Rzeczypospolitej Ludowej w latach 1954–1972.
Gromady, z gromadzkimi radami narodowymi (GRN) jako organami władzy najniższego stopnia na wsi, funkcjonowały od reformy reorganizującej administrację wiejską przeprowadzonej jesienią 1954 do momentu ich zniesienia z dniem 1 stycznia 1973, tym samym wypierając organizację gminną w latach 1954–1972.
Gromadę Huta z siedzibą GRN w Hucie utworzono – jako jedną z 8759 gromad – w powiecie augustowskim w woj. białostockim, na mocy uchwały nr 10/V WRN w Białymstoku z dnia 4 października 1954. W skład jednostki weszły obszary dotychczasowych gromad Huta, Fiedorowizna, Budziski, Podcisówek, Kopiec, Sosnowo, Promisk i Motułka; oraz miejscowości Cisów kol., Cisów maj. i Andrzejewo gaj. z dotychczasowej gromady Cisów ze zniesionej gminy Sztabin w tymże powiecie. Dla gromady ustalono 10 członków gromadzkiej rady narodowej.
Gromadę Huta zniesiono 31 grudnia 1961, a jej obszar włączono do gromady Sztabin, oprócz wsi Promiski, włączonej do gromady Białobrzegi.